# Liste des membres de la 3e Chambre des communes d'Irlande du Nord
 (mai 2023).
Voici une liste des Membres du Parlement élus lors des élections générales de 1929 en Irlande du Nord. Les élections à la 3e Chambre des communes d'Irlande du Nord ont eu lieu le 22 mai 1929.
Tous les membres de la Chambre des communes d'Irlande du Nord élus aux élections générales de 1929 sont répertoriés.
Sir James Craig, (créé vicomte Craigavon après l'élection) a continué en tant que premier ministre.

## Membres
| Nom                            | Circonscription               | Parti | Parti           |
| ------------------------------ | ----------------------------- | ----- | --------------- |
| J. M. Andrews                  | Mid Down                      |       | Ulster Unionist |
| Edward Archdale                | Enniskillen                   |       | Ulster Unionist |
| Anthony Babington              | Belfast Cromac                |       | Ulster Unionist |
| John Milne Barbour             | South Antrim                  |       | Ulster Unionist |
| Dawson Bates                   | Belfast Victoria              |       | Ulster Unionist |
| Jack Beattie                   | Belfast Pottinger             |       | NI Labour       |
| Arthur Black                   | Belfast Willowfield           |       | Ulster Unionist |
| Charles Blakiston-Houston      | Belfast Dock                  |       | Ulster Unionist |
| Basil Brooke                   | Lisnaskea                     |       | Ulster Unionist |
| Richard Byrne                  | Belfast Falls                 |       | Nationalist     |
| James Chichester-Clark         | South Londonderry             |       | Ulster Unionist |
| John Henry Collins             | South Down                    |       | Nationalist     |
| Joe Connellan                  | South Armagh                  |       | Nationalist     |
| Robert Corkey                  | Queen's University of Belfast |       | Ulster Unionist |
| James Craig                    | North Down                    |       | Ulster Unionist |
| Robert Crawford                | Mid Antrim                    |       | Ulster Unionist |
| John Clarke Davison            | Mid Armagh                    |       | Ulster Unionist |
| Joe Devlin                     | Belfast Central               |       | Nationalist     |
| Herbert Dixon                  | Belfast Bloomfield            |       | Ulster Unionist |
| Alexander Donnelly             | West Tyrone                   |       | Nationalist     |
| Rowley Elliott                 | South Tyrone                  |       | Ulster Unionist |
| Alexander Gordon               | East Down                     |       | Ulster Unionist |
| John Fawcett Gordon            | Carrick                       |       | Ulster Unionist |
| William Grant                  | Belfast Duncairn              |       | Ulster Unionist |
| Samuel Hall-Thompson           | Belfast Clifton               |       | Ulster Unionist |
| George Boyle Hanna             | Larne                         |       | Ulster Unionist |
| Cahir Healy                    | South Fermanagh               |       | Nationalist     |
| Tommy Henderson                | Belfast Shankill              |       | Ind. Unionist   |
| Alexander Hungerford           | Belfast Oldpark               |       | Ulster Unionist |
| John Johnston                  | North Armagh                  |       | Ulster Unionist |
| Robert James Johnstone         | Queen's University of Belfast |       | Ulster Unionist |
| George Leeke                   | Mid Londonderry               |       | Nationalist     |
| Robert John Lynn               | North Antrim                  |       | Ulster Unionist |
| John Martin Mark               | North Londonderry             |       | Ulster Unionist |
| Hugh McAleer                   | Mid Tyrone                    |       | Nationalist     |
| Robert McBride                 | West Down                     |       | Ulster Unionist |
| James Joseph McCarroll         | Foyle                         |       | Nationalist     |
| James Hanna McCormick          | Belfast St Annes              |       | Ulster Unionist |
| Robert Norman McNeill          | Queen's University of Belfast |       | Ind. Unionist   |
| William Thomas Miller          | North Tyrone                  |       | Ulster Unionist |
| Hugh Minford                   | Antrim                        |       | Ulster Unionist |
| Thomas Moles                   | Belfast Ballynafeigh          |       | Ulster Unionist |
| Henry Mulholland               | Ards                          |       | Ulster Unionist |
| Edward Sullivan Murphy         | City of Londonderry           |       | Ulster Unionist |
| John William Nixon             | Belfast Woodvale              |       | Ind. Unionist   |
| Patrick O'Neill                | Mourne                        |       | Nationalist     |
| Hugh Pollock                   | Belfast Windsor               |       | Ulster Unionist |
| John Hanna Robb                | Queen's University of Belfast |       | Ulster Unionist |
| David Shillington              | Central Armagh                |       | Ulster Unionist |
| Joseph Francis Stewart         | East Tyrone                   |       | Nationalist     |
| Margaret Alicia Waring         | Iveagh                        |       | Ulster Unionist |
| George Charles Gillespie Young | Bannside                      |       | Ulster Unionist |

## Changement
10 Novembre 1930: James Fulton Gamble élu pour les unionistes de North Tyrone, à la suite du décès de William Thomas Miller.
31 Janvier 1933: Décès de James Lenox-Conyngham Chichester-Clark. Ce poste est resté vacant lors des prochaines élections générales.